# پاول کیشک
پاول کیشک (انگلیسی: Paweł Kieszek؛ زادهٔ ۱۶ آوریل ۱۹۸۴) بازیکن فوتبال اهل لهستان است.
از باشگاه‌هایی که در آن بازی کرده‌است می‌توان به باشگاه فوتبال ویسوا کراکوف، باشگاه ورزشی براگا، باشگاه فوتبال ویتوریا ستوبال، باشگاه فوتبال پولونیا ورشو، باشگاه فوتبال رودا جی‌سی کرکراد، باشگاه فوتبال پورتو، باشگاه فوتبال ایگالئو، و باشگاه ورزشی اشتوریل پرایا اشاره کرد.
وی همچنین در تیم ملی فوتبال زیر ۲۰ سال لهستان بازی کرده‌است.